# Brachyopini

Brachyopini (o Chrysogastrini) es una tribu de sírfidos (Syrphidae). A diferencia de muchos de los otros miembros de esta familia, estas moscas son generalmente más oscuras y menos coloridas, aunque algunos géneros contienen especies con un atractivo brillo metálico, como por ejemplo, Chrysogaster. Algunos como Brachyopa están asociados con derrames de savia, donde sus larvas se alimentan de savia en descomposición. Otros se encuentran en zonas pantanosas donde su larvas, a menudo semiacuáticas, se alimentan de materia orgánica en descomposición. 

## Géneros
Se reconocen los siguientes:
- Austroascia Thompson & Marnef, 1977[1]
- Brachyopa Meigen, 1822
- Cacoceria Hull, 1936
- Chamaesphegina Shannon & Aubertin, 1922
- Chromocheilosia Hull, 1950[2]
- Chrysogaster Meigen, 1803
- Chrysosyrphus Sedman, 1965
- Cyphipelta Bigot, 1859
- Hammerschmidtia Fallén, 1817
- Hemilampra Macquart, 1850
- Lejogaster Róndani, 1857
- Lepidomyia Loew, 1864
- Liochrysogaster Stackelberg, 1924
- Melanogaster Róndani, 1857
- Myolepta Loew, 1864
- Neoascia Williston, 1887[3]
- Orthonevra Macquart, 1829
- Riponnensia Maibach, 1994
- Sphegina Meigen, 1822